# Annika Levin
Annika Elisabeth Levin, född 26 mars 1955 i Brännkyrka församling i Stockholm, är en svensk före detta ungdomsskådespelare och verksamhetsledare inom konst och kultur.
På 1970- och 1980-talen verkade Levin som skådespelare. Hon debuterade 1972 i Jan Halldoffs serie De hemligas ö följt året därpå av Stenansiktet, följt av Garaget 1975 samt TV-serierna Sinkadus (1980), Babels hus (1981) och Lysande landning (1987). Hon var även kostymör i Peters baby (1978) och regiassistent i Varning för Jönssonligan (1981).
Hon var tidigare kulturråd vid Sveriges ambassad i Paris och internationellt ansvarig på Statens Kulturråd. Hon var även programansvarig för scenkonst när Stockholm var Europas kulturhuvudstad 1998. Hon är styrelseledamot i den statliga kommittén Kulturbryggan och konstnärlig rådgivare åt Umeå 2014.
Levin är sedan 2020 en av initiativtagarna till och producenterna av ljuskonstfestivalen NobelWeekLights.

## Filmografi
Roller
- 1972 – De hemligas ö (TV-serie)
- 1973 – Stenansiktet
- 1975 – Garaget
- 1980 – Sinkadus (TV-serie)
- 1981 – Babels hus (TV-serie)
- 1987 – Lysande landning (TV-serie)

Kostymör
- 1978 – Peters baby (TV-serie)

Regiassistent
- 1981 – Varning för Jönssonligan